# Црна аронија
Црна аронија (Aronia melanocarpa) је врста жбуна из породице ружа која потиче из источне Северне Америке, у распону од Канаде до централних Сједињених Америчких Држава, од запада Њуфаундленда до Онтарија и Минесоте, јужно до Арканзаса, Алабаме и Џорџије. Ова биљка је увезена и узгаја се у Европи.
То је разгранати жбун са сјајним тамнозеленим листовима, који у јесен попримају црвену боју. Добро расте на сунцу и у делимичној сенци, често до висине од 1,8 метара или више. Цветови су бели или ружичасти, појављују се крајем пролећа и дају црнољубичасте плодове у септембру. Биљке се релативно лако клонирају и укорењују, а лето је оптимално време за узимање резница. Дивље ћурке, црноглаве чикаде, северни амерички дрожд и детлићи се хране овим воћем. Црна аронија се слободно шири и обилно упија воду, а временом може формирати велике, густе колоније..
Када су сирови, плодови изазивају осећај сувоће у устима, али се укус побољшава када се користи у рецептима са додатком шећера.
Црна аронија је извор једињења са широким спектром својстава корисних за здравље.